# Lana et Lilly Wachowski
Cet article possède un paronyme, voir Warschawski.
Lana Wachowski et Lilly Wachowski, de leur nom de naissance Laurence "Larry" et Andrew "Andy" Wachowski, nées respectivement le 21 juin 1965 et le 29 décembre 1967 à Chicago (Illinois), sont des réalisatrices, scénaristes et productrices américaines.
Toutes les deux transgenres et travaillant ensemble à leurs débuts, elles sont alors initialement connues sous l’appellation « frères Wachowski » jusqu'à la transition de Lana en 2010 et deviennent « les Wachowski » (en anglais « The Wachowskis » [ðə wəˈtʃaʊskiz]). L'appellation « sœurs Wachowski » est également utilisée pour désigner le duo à partir de 2016 et la transition de Lilly.
Elles commencent leur carrière dans le cinéma sous le diminutif de leur nom de naissance en écrivant le scénario du film Assassins, puis font leurs débuts à la réalisation en 1996 avec Bound avant d'acquérir, en 1999, une notoriété mondiale avec leur projet suivant : Matrix. Le film rencontre un large succès critique et commercial, avec quatre Oscars remportés, et leur vaut le Saturn Award de la meilleure réalisation. Elles se chargent ensuite des deux suites sorties en 2003 : Matrix Reloaded et Matrix Revolutions qui, bien que rencontrant le succès au box-office, sont accueillis beaucoup plus tièdement par la critique.
Après Matrix, elles écrivent et produisent en 2005 l'adaptation au cinéma du comic V pour Vendetta de Alan Moore et David Lloyd. Il faut attendre 2008 pour voir leur retour derrière la caméra avec Speed Racer, adaptation de la série d'animation japonaise du même nom. Ils poursuivent ensuite la réalisation au cinéma avec Cloud Atlas, qu'elles réalisent avec Tom Tykwer, puis Jupiter : Le Destin de l'univers et passent également à la série télévisée avec Sense8, diffusée par Netflix et qu'elles cocréent avec Joseph Michael Straczynski.
Le duo cesse son travail jusqu'à présent systématiquement conjoint : seule Lana travaille sur la seconde saison de Sense8, Lilly partant de son côté sur la série de Showtime Work in Progress. Après la fin de Sense8 en 2018, Lana revient à la saga Matrix en réalisant le quatrième opus Matrix Resurrections, qu'elle écrit avec ses coscénaristes de la série David Mitchell et Aleksandar Hemon, qui sort en 2021.

## Jeunesse et famille
Lana Wachowski naît le 21 juin 1965 à Chicago et est enregistrée comme garçon sous le nom de Laurence Wachowski, diminué en Larry. Lilly Wachowski naît deux ans et demi plus tard dans la même ville, le 29 décembre 1967, et est également enregistrée comme garçon sous le nom d’Andrew Paul Wachowski, diminué en Andy.
Leur mère, Lynne (née Luckinbill), est une infirmière et une peintre. Leur père, Ron, est un homme d'affaires, d'ascendance polonaise. Leur oncle est l'acteur et producteur Laurence Luckinbill (en),. Ron et Lynne sont décédés en 2010 à cinq semaines d'intervalle. Elles ont deux sœurs prénommées Julie et Laura,. Julie a été créditée en tant qu’assistante coordinatrice sur le film Bound et elle est par ailleurs nouvelliste et scénariste.
Les Wachowski étudient à l'école primaire Kellogg à Beverly[réf. nécessaire], puis sont diplômées, respectivement en 1983 et 1985, de la high school Whitney Young (dans le secteur communautaire de Near West Side), qui est une magnet school connue pour ses arts de la scène et son curriculum scientifique. D'anciens camarades de classes se souviennent les avoir vues jouer à Donjons et Dragons et travailler au théâtre et au programme télé de l'école.

## Carrière

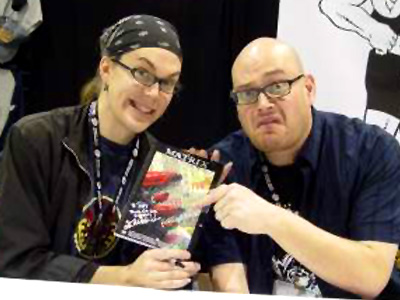
Les Wachowski au San Diego Comic-Con en 2004.

Les Wachowski développent une culture cinématographique immense, dès leur plus jeune âge, fréquentant assidûment les salles de cinéma. Le duo se montre plus particulièrement fasciné par les œuvres d'Alfred Hitchcock, de Brian De Palma et de Roman Polanski.
En 1996, les Wachowski réalisent leur premier long-métrage, Bound, un polar à huis clos avec en vedette Jennifer Tilly, Gina Gershon et Joe Pantoliano. Ce film leur vaut notamment le prix des meilleurs réalisateurs du National Board of Review et le prix du meilleur film du Fantasporto.
De 1999 à 2003, leur œuvre se poursuit avec la trilogie Matrix (Matrix, Matrix Reloaded, Matrix Revolutions). Mélange de science-fiction, d'action, de cyberpunk et d'une dimension philosophique certaine, le premier volet devient rapidement culte pour beaucoup de cinéphiles. Néanmoins, les deux suites sont souvent incomprises dans leur dimension philosophique et critiquées pour leurs scènes d'actions répétitives et leurs ressassements. En 2020, Lilly Wachowski confirme que la saga est en partie une allégorie de la transidentité.
Commercialement, la saga rapporte plus de 1,5 milliard de dollars au box-office mondial. On leur doit également Animatrix, série de courts métrages d'animation autour de la trilogie (sorti uniquement DVD/VHS), ainsi que le jeu vidéo Enter the Matrix qui comporte des scènes inédites (au succès modeste, sachant que les contraintes de temps ont été fortes).
En 2006, les Wachowski écrivent et produisent l'adaptation cinématographique de V pour Vendetta, réalisé par James McTeigue. En 2008, leur cinquième long métrage, Speed Racer, est une adaptation live du manga du même nom publié dans les années 1960 ; le film est un échec cuisant, autant critique que commercial. Les Wachowski produisent ensuite le film Ninja Assassin en 2010.
En 2012, les Wachowski collaborent avec Tom Tykwer pour la réalisation du film Cloud Atlas, d'après le roman Cartographie des nuages de David Mitchell. Le trio réunit pour l'occasion une importante distribution : Tom Hanks, Hugo Weaving, Ben Whishaw, Bae Doo-na, Halle Berry, Susan Sarandon ou encore Hugh Grant. Le film est une fresque historique épique s'étalant sur six périodes différentes dans lesquels les interprètes incarnent plusieurs personnages différents. Cloud Atlas est un film indépendant des grands studios hollywoodiens, malgré ses moyens de blockbuster. La réception critique est très divisée sur ce long métrage.
Les Wachowski enchaînent avec un nouveau long métrage de science-fiction, le space opera Jupiter : Le Destin de l'univers, sorti le 2 février 2015 dans les salles américaines. Produit par Warner Bros., le film réunit Mila Kunis, Channing Tatum, Sean Bean et Eddie Redmayne. Les Wachowski se lancent également sur le petit écran, avec la création de la série télévisée Sense8, qui est diffusée à partir de juin 2015 sur la plateforme de streaming Netflix, avec un scénario écrit aux côtés de Joseph Michael Straczynski. Outre l'écriture et la production, le duo Wachowski réalise sept épisodes de la saison 1 puis Lana seule s'implique dans l'écriture de la saison 2 et dans la réalisation de 7 autres épisodes.

## Identité de genre
Peu après la sortie de Matrix Reloaded, diverses rumeurs commencent à émerger, selon lesquelles Lana Wachowski (née homme) aurait commencé à faire de brèves apparitions en public avec des vêtements féminins.
Dans sa rubrique du 30 mai 2003, le journaliste David Poland écrit que selon ses informations Lana Wachowski (dont le prénom féminin n'est alors pas connu publiquement) aurait entamé une transition male-to-female.

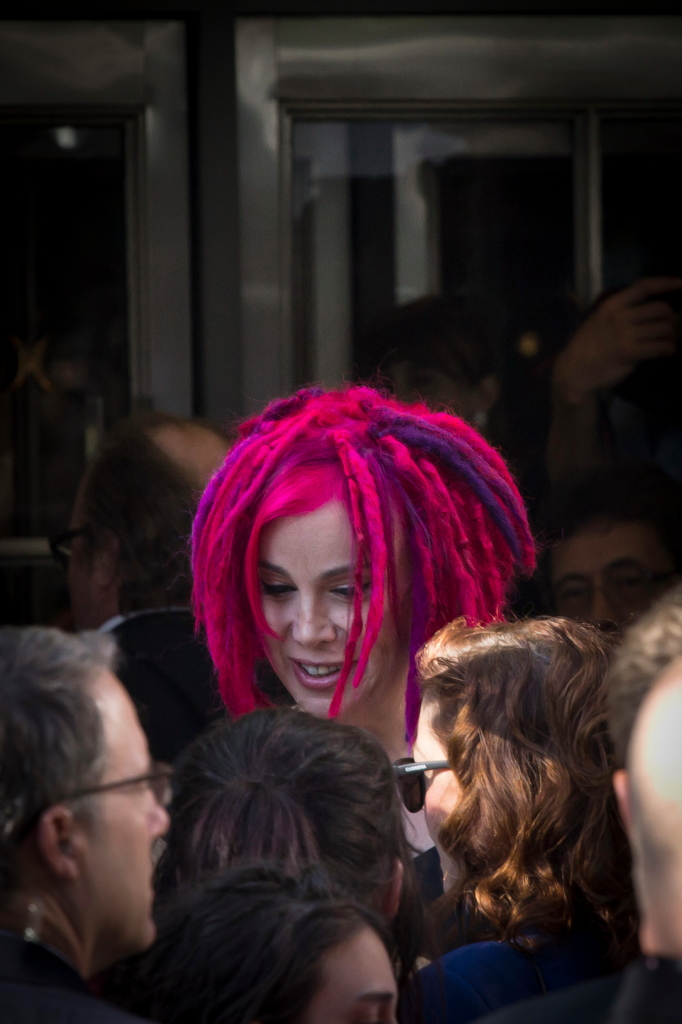
Lana Wachowski lors de la présentation de Cloud Atlas au Festival de Toronto en 2012.

En mars 2006, un article du San Francisco Chronicle traitant des personnes transgenres, affirme publiquement qu'elle « a réalisé une opération et vit maintenant en tant que Lana Wachowski ». Le magazine Rolling Stone suggère que cette transition serait « une forme de fétichisme sexuel », dans un article depuis supprimé et qui selon Alyssa Rosenberg du Washington Post « serait reçu avec indignation aujourd'hui ».
Toutefois, dans une entrevue de 2007, Joel Silver, producteur de plusieurs films des Wachowski, déclare que les rumeurs concernant cette opération sont « toutes fausses », expliquant que les Wachowski « ne donnent pas d'interviews donc les gens inventent des trucs ». Des déclarations similaires sont faites par des membres de l'équipe travaillant sur Speed Racer, avec notamment une employée faisant remarquer que le prénom masculin apparaissait toujours sur les feuilles de service. Au générique, Speed Racer continue par ailleurs de mentionner « The Wachowski Brothers ».
En juillet 2012, Lana Wachowski fait sa première apparition publique sous son identité féminine dans une vidéo décrivant son nouveau film Cloud Atlas. Elle est définitivement créditée avec le prénom « Lana » à partir de ce film. En revanche, ce film-là continue de mentionner le prénom masculin de Lilly Wachowski. Cette dernière annonce publiquement sa propre transition le 8 mars 2016 dans le journal chicagoan Windy City Times. S'exposant d'habitude peu au public, Lilly Wachowski explique qu'elle en fait elle-même l'annonce afin de devancer les médias (en particulier la presse à scandale dont le Daily Mail) qui sont alors sur le point de révéler l'information,,,.

## Filmographie
Sauf indication contraire, les informations mentionnées dans cette section peuvent être confirmées par la base de données cinématographiques IMDb,  présente dans la section « Liens externes ».
Sauf précision contraire ou complémentaire, les titres concernent à la fois Lana et Lilly Wachowski.

### Réalisation
- 1996 : Bound
- 1999 : Matrix (The Matrix)
- 2003 : Matrix Reloaded (The Matrix Reloaded)
- 2003 : Matrix Revolutions (The Matrix Revolutions)
- 2008 : Speed Racer
- 2012 : Cloud Atlas (coréalisé et coécrit avec Tom Tykwer, d'après le roman Cartographie des nuages de David Mitchell)
- 2015 : Jupiter : Le Destin de l'univers (Jupiter Ascending)
- 2015 : Sense8 (série télévisée), saison 1, 7 épisodes
- 2016-2018 : Sense8 (série télévisée), saison 2, 7 épisodes (Lana Wachowski seulement)
- 2021 : Matrix Resurrections (The Matrix Resurrections) (uniquement réalisé par Lana Wachowski ; scénario coécrit avec Aleksandar Hemon et David Mitchell)
- En projet : Trash Mountain (uniquement réalisé par Lilly Wachowski)[24]

### Production
Les Wachowski ont également coproduit leurs propres films.
- 2001 : The Matrix Revisited (documentaire) de Josh Oreck
- 2003 : Animatrix (The Animatrix)
- 2006 : V pour Vendetta (V for Vendetta) de James McTeigue
- 2009 : Ninja Assassin de James McTeigue
- 2013 : Google Me Love (court métrage) de Ryan Eakins
- 2015-2018 : Sense8 (série télévisée), 23 épisodes

### Scénario
Les Wachowski ont également coécrit leurs propres films.
- 1995 : Assassins de Richard Donner
- 2003 : Animatrix (The Animatrix), 4 segments : Dernier vol de l'Osiris, La Seconde Renaissance, partie I, La Seconde Renaissance, partie II et L'Histoire de Kid
- 2006 : V pour Vendetta (V for Vendetta) de James McTeigue
- 2007 : Invasion (The Invasion) d'Oliver Hirschbiegel (participation non créditée : réécriture après le premier montage, dont scènes supplémentaires[25])
- 2015 : Sense8 (série télévisée), saison 1 (coécrit avec Joseph Michael Straczynski)
- 2016-2018 : Sense8 (série télévisée), saison 2 (Lana Wachowski seulement : 11 épisodes coécrits avec Joseph Michael Straczynski, 1 épisode coécrit avec David Mitchell et Aleksandar Hemon)
- 2019 : Work in Progress (série télévisée) (Lilly Wachowski seulement, avec Tim Mason et Abby McEnany)

## Box-office
| Film                             | Budget        | Monde           | États-Unis    |
| -------------------------------- | ------------- | --------------- | ------------- |
| Bound                            | 6 000 000 $   | 7 000 000 $     | 3 802 260 $   |
| Matrix                           | 63 000 000 $  | 463 517 383 $   | 171 479 930 $ |
| Matrix Reloaded                  | 150 000 000 $ | 742 128 461 $   | 281 500 000 $ |
| Matrix Revolutions               | 110 000 000 $ | 427 343 298 $   | 139 000 000 $ |
| Speed Racer                      | 120 000 000 $ | 93 945 766 $    | 43 945 766 $  |
| Cloud Atlas                      | 102 000 000 $ | 130 482 868 $   | 27 108 272 $  |
| Jupiter : Le Destin de l'univers | 175 000 000 $ | 136 500 000 $   | 47 387 723 $  |
| Matrix Resurrections             | 190 000 000 $ | 156 575 035 $   | 37 686 805 $  |
| Total                            | 916 000 000 $ | 2 020 992 811 $ | 704 523 033 $ |

## Autres œuvres

### Jeux vidéo
- 2003 : Enter the Matrix (scénario, réalisation et cocréation des décors)
- 2005 : The Matrix: Path of Neo (scénario et réalisation)
- 2005 : The Matrix Online (coécriture du scénario et coréalisation)
- 2009 : CR: Enter the Matrix (scénario)

### Comics
- 1999-2003 : The Matrix (en), édition Burlyman Entertainment (en)
  - Traduction française : 2008 : Matrix, 2 tomes, édition Panini Comics
- 2004-2007 : Doc Frankenstein (en), dessins de Steve Skroce, scénario de Lana et Lilly Wachowski, 6 tomes, édition Burlyman Entertainment (en)
  - Traduction française : 2022 : Doc Frankenstein, 1 tome, édition Huginn & Muninn

#### Lana et Lilly Wachowski
- Ressource relative à l'audiovisuel :   - Ciné-Ressources
- Ressource relative à plusieurs domaines :   - Metacritic
- Notice dans un dictionnaire ou une encyclopédie généraliste :   - Den Store Danske Encyklopædi
- Notices d'autorité :   - VIAF
  - LCCN
  - NUKAT
  - Norvège
  - Tchéquie

#### Lana Wachowski
- Ressources relatives à l'audiovisuel (pour Lana Wachowski) :   - AllMovie
  - Allociné
  - American Film Institute
  - Anime News Network
  - British Film Institute
  - Ciné-Ressources
  - Filmportal
  - IMDb
  - Korean Movie Database
  - LUMIERE
  - Rotten Tomatoes
- Ressources relatives à plusieurs domaines (pour Lana Wachowski) :   - Metacritic
  - Radio France
- Ressources relatives à la bande dessinée (pour Lana Wachowski) :   - BD Gest'
  - Comic Vine
- Ressources relatives à la musique (pour Lana Wachowski) :   - Discogs
  - Muziekweb
- Ressource relative à la littérature (pour Lana Wachowski) :   - The Encyclopedia of Science Fiction
- Notices d'autorité (pour Lana Wachowski) :   - VIAF
  - ISNI
  - BnF (données)
  - IdRef
  - LCCN
  - GND
  - Italie
  - Japon
  - CiNii
  - Espagne
  - Pays-Bas
  - Pologne
  - Israël
  - NUKAT
  - Catalogne
  - Australie
  - Norvège
  - Tchéquie

#### Lilly Wachowski
- Lilly Wachowski décode le genre sur le site de Libération
- Ressources relatives à l'audiovisuel (pour Lilly Wachowski) :   - AllMovie
  - Allociné
  - American Film Institute
  - Anime News Network
  - British Film Institute
  - Ciné-Ressources
  - Filmportal
  - IMDb
  - LUMIERE
  - Rotten Tomatoes
- Ressources relatives à la bande dessinée (pour Lilly Wachowski) :   - BD Gest'
  - Comic Vine
- Ressources relatives à la musique (pour Lilly Wachowski) :   - Discogs
  - Muziekweb
- Ressource relative à la littérature (pour Lilly Wachowski) :   - The Encyclopedia of Science Fiction
- Ressource relative à plusieurs domaines (pour Lilly Wachowski) :   - Metacritic
- Notices d'autorité (pour Lilly Wachowski) :   - VIAF
  - ISNI
  - BnF (données)
  - IdRef
  - LCCN
  - GND
  - Italie
  - Japon
  - CiNii
  - Espagne
  - Pays-Bas
  - Pologne
  - Israël
  - NUKAT
  - Catalogne
  - Australie
  - Norvège
  - Tchéquie